# Ereunetea basifulva
Ereunetea basifulva är en fjärilsart som beskrevs av Embrik Strand 1913. Ereunetea basifulva ingår i släktet Ereunetea och familjen mätare. Inga underarter finns listade i Catalogue of Life.